# Stargate LLC
Stargate LLCとしてデラウェア州に設立されたStargate Projectは、OpenAI、ソフトバンクグループ、Oracle、投資会社MGXによって設立されたアメリカの多国籍のAI合弁会社である。このベンチャーは、2029年までにアメリカ合衆国のAIインフラストラクチャに最大5,000億USドルを投資することを計画している。2022年から計画が勧められており、2025年1月21日にドナルド・トランプが大統領に就任後に正式に発表された。ソフトバンクのCEO孫正義がベンチャーの会長を務めている。
1994年の映画スターゲイトにちなんで名付けられた。映画では、スターゲートは他の世界へのポータルだった。その投資規模から、マンハッタン計画と比較されている。

## 歴史
「Stargate」という用語は、OpenAIとMicrosoftが1,000億ドルのAI向けスーパーコンピューターの開発を開始した2024年にさかのぼる。
2025年1月21日、ドナルド・トランプ大統領がホワイトハウスで記者会見を開き、OpenAIのサム・アルトマン、Oracleのラリー・エリソン、ソフトバンクの孫正義とともにベンチャーを発表した。
ドナルド・トランプはStargateを「歴史上最大のAIインフラストラクチャプロジェクト」と呼び、特にエネルギー・インフラに関するプロジェクトの開発を進めるために非常事態宣言を利用することを示唆した。
ラリー・エリソンは、Stargateが癌に対するmRNAワクチンのAIアシスト開発につながる可能性があり、そのようなワクチンは「ロボット的に」、またはAIを活用することによって「約48時間」で設計できると主張した。
この事業は当初1,000億ドルの投資で開始され、2029年までに5,000億ドルに増資する計画である。OpenAIの競合企業であるxAIのCEO、イーロン・マスクは、この事業には約束された投資水準を満たすための資金調達が不足していると主張したが、後にサム・アルトマンによって否定された。ArmのCEO、ルネ・ハースは、このプロジェクトの背後にある資金調達は「非常に堅固」であると言った。The Informationの報道によると、ソフトバンクとOpenAIがそれぞれ初期投資として190億ドルの資本を拠出し、合弁事業の40%の所有権をそれぞれ保有し、オラクルとMGXがそれぞれ70億ドルを拠出し、残りの資金はリミテッドパートナーと債務ファイナンスから調達される。フィナンシャル・タイムズによると、プロジェクトの一環として建設されるインフラストラクチャはOpenAIのみが専有する。Stargateの主要な資金提供者であるソフトバンクは、10%の株式資金しか回収できず、残りは債務か債務に類似した方法で資金調達を行うと報じられている。債務は、孫正義の高リスクな投資戦略における一般的な戦略となっている。
プロジェクトの発表と同時に、MicrosoftとOpenAIは新たな合意に署名し、Microsoftは将来のOpenAIクラウドコンピューティング能力に関して先買権を得る一方、OpenAIはMicrosoftが拒否した場合には他のクラウドプロバイダーの使用が許可されることになった。
2025年4月1日、ソフトバンクは最初の100億ドルの資金調達は、みずほ銀行やその他の貸し手からの借り入れとなる見込みであると発表した。
2025年8月7日のBloombergの報道によると、プロジェクトはまだ開始されておらず、当初の予算の5,000億ドルを賄うための資金も調達されていない。Bloomberg Newsの報告によれば、市場の不確実性、アメリカの貿易政策、AI向けハードウェア価格の高騰が遅延を引き起こしている。また、孫正義が過去にTSMCにアリゾナ州での1兆ドルの投資を打診したことも報じられている。

## 体制
このベンチャーは現在、テキサス州アビリーンに10のデータセンターを建設しており、他の州や日本などの国に拡大する計画である。トランプは、この事業のインフラ構築を支援するために大統領令を使用すると述べている。この新たなベンチャーは、アメリカ合衆国で10万人以上の雇用を創出すると主張している。アルトマンは、ソフトバンクがこの事業の「財務責任」を負い、OpenAIが「運営責任」を負うと述べている。主要な初期技術パートナーは、Arm、Microsoft、Nvidia、Oracle、OpenAIである。